# ジェームズ・ボウイ

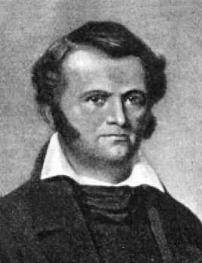
ジェームズ・ボウイ

ジェームズ・ボウイ（英語: James Bowie、おそらく1796年4月10日 - 1836年3月6日）、またの名をジム・ボウイ（英語: Jim Bowie）は、19世紀の開拓者で、テキサス革命で活躍し、アラモの戦いで殺された軍人。フロンティア・スピリットあふれる物語で、テキサスの歴史を彩る民衆の英雄のひとりとなった。

## 若年期
ボウイはケンタッキー州ローガン郡（現在のシンプソン郡）で1796年4月10日に生まれ、幼年期のほとんどをルイジアナ州で過ごした。彼の家族は1800年に現在のミズーリ州のマドリードへ移り、その後1801年にルイジアナ州カタホウラ郡に移った。8年後、父親のレズィンは先住民アタカパから、ヴァーミリオン川沿いの640エーカーの土地を購入した。
米英戦争中、ボウイと彼の兄弟はニューオーリンズでイギリス軍と戦う為コールマン・マーティン大佐のルイジアナ民兵隊に参加。1815年1月に二人がニューオーリンズに到着した時には戦争は終結していた。彼らは故郷に戻ると、その7年以上前にアメリカ合衆国が奴隷の輸入を禁止していたにも関わらず奴隷貿易を開始。海賊のジャン・ラフィットから違法に獲得した奴隷を購入し、セントランドリー郡で売り払った。兄弟は65.000ドルの一時金を得た。

## ナイフ、決闘、利益

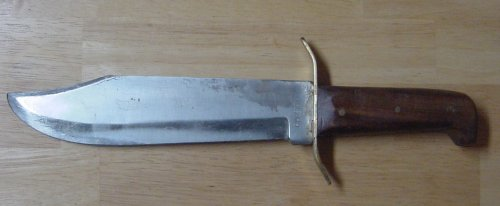
ボウイナイフのレプリカ

ボウイは気性の荒さで有名だった。1826年、保安官兼銀行員ノリス・ライト（Norris Wright）に借金を申し込んだが断られた。保安官選挙において、ボウイが彼のライバルを支持していた事の仕返しだった。これが原因で喧嘩となり、ライトがボウイを撃った。弾丸が逸れて、ボウイが素手でライトを襲おうとしたが、ライトの友人に止められて果たせなかった。以後狩猟用ナイフをいつも持ち歩くようになり、彼の名から「ボウイナイフ」とナイフそのものに愛称がついた。
1827年、ボウイはミシシッピ州ナチェズ近くのサンドバー（砂州）で起こった決闘 （サンドバーの決闘）に立会人として参加したが、決闘相手の立会人としてライトがいた。決闘は立会人を巻き込む乱闘となり、ボウイは撃たれながらもナイフでライトを刺し殺した。この戦いでボウイナイフの鍛冶屋への受注がテキサスで増えた。

## 結婚と商売
ボウイは1820年代後半にはニューオーリンズに住み、ルイジアナ南部の土地の投機に集中した。1829年、ボウイはセシリア・ウェルズと婚約するが、婚礼の2週間前の9月29日に彼女はアレクサンドリアで死亡した。彼の兄弟、レズィンとスティーブンと共に、1,800エーカー（730ヘクタール）の広さのサトウキビ大農場をティバドー近くに設立した。この農場は、州で最初の蒸気動力の圧搾機を備えていた。
1830年1月1日、ボウイと彼の友人のアイザック・ドノホはティバドーを発ちテキサスへと向かった。記録されているのは、彼らはナカドーチェスのブラゾス川の近くにあるJared E. Groceの農場に寄り、サンフェリペではスティーブン・オースティンへの紹介の手紙を、オールド・スリー・ハンドレッド（テキサスに最初に入植した300名）のトーマス・F・マッキニーに渡した。2月20日にボウイと彼の友人はメキシコへの忠誠を誓い、サンアントニオへと進んだ。ボウイは収入をギャンブルで得て、時には借金もして、土地への投機を続けた。
1830年の終わりにはボウイはカトリック教会の洗礼を受け、メキシコ市民となった。彼はコアウイラで織物工場を設立したかったので、現存する工場の購入の準備をした。その翌年、財産を大幅に誇張し年齢もごまかして、ボウイはテハス州（メキシコ領）知事の娘の、ウルスラ・マリア・デ・ベラメンディと再婚した。

### サンサバ鉱山
結婚後すぐに、ボウイは「失われた」ロス・アルマグレス鉱山の物語に魅了された。彼はメキシコ政府に、銀が発掘できる鉱山を探す為インディアンの領地への遠征の許可を得た。1月2日、彼の兄レズィンと他9名の仲間とトモニ、ボウイはサンサバへ向かった。途中インディアンの襲撃に出くわし、交渉を試みるが失敗し、13時間戦った。インディアンが撤退し40名が死亡、ボウイの仲間は1名が死亡。一行はサンアントニオへ一度戻り、1832年1月に再びより大きな軍で出発した。2ヶ月半の探索だけを一行は終えた。

### テキサスの独立
1832年7月、ネイチェズにいたボウイは、ナカドーチェスのメキシコ軍司令官ホセ・デ・ラス・ピエドラスが、彼の地域の居住者すべてに武力で降伏するよう求めていると耳にした。ボウイはテキサスに戻り、300名の武装兵を率いてナカドーチェスの駐屯地を包囲した。戦いではピエドラスが33名の兵士を失い、メキシコ軍は夜をかけて退散した。ボウイと18名の仲間は逃走する軍を迎撃し、ピエドラスが逃げ去ると、兵士と共にナカドーチェスへ戻った。
その後の秋、ボウイがネイチェズにて黄熱に苦しんでいる時、彼の妻ウルスラと子供たち（さらには彼女の両親も）は、コレラで死亡した。その後、ボウイはアルコール使用障害になったといわれる。
1834年、州の土地の売買を許可する新しい法律をメキシコ政府が可決した後、ボウイはテキサスでの土地の投機に戻った。彼は土地の理事を命じられ、ジョン・T・メーソンが購入した地域への入植の促進を任じられた。1835年5月、サンタ・アナがコアウイラ・イ・テハス州政府を撤廃し、モンクロバで仕事をするすべてのテキサス人（ボウイを含む）の逮捕を命令し、彼の任期は終わった。ボウイはメキシコから逃げざるを得なくなり、テキサスのサンフェリペ=ナカドーチェス地域に戻った。サンタ・アナは戦争の準備を始め、テキサスのアングロ住民が戦争へとかき立てるように、テキサスへ数多くのメキシコ軍部隊を派遣した。ボウイは主戦派の指導者、ウィリアム・トラヴィスとともに働き、戦争への支持を強め、東テキサスのいくつかのインディアンの村を訪れて、メキシコと戦う部隊を作るよう説得して回った。
スティーブン・オースティンは1835年9月にテキサスに戻り、すぐにテキサスの志願兵軍の司令官に選出された。ボウイはルイジアナ出身の友人たちと組んだ徒党と共に軍に参加し、オースティンは即座に彼を大佐に任命した。オースティンとテキサス正規軍の司令官、サミュエル・ヒューストン将軍の命令で、ボウイとジェームス・ファニン大尉は、ベハルの南のエリアを偵察した。10月28日、300名の騎馬隊と100名の歩兵隊から成るメキシコ軍部隊は、ボウイと彼の92名の騎馬隊を攻撃した。小競り合いの後に、ボウイはたった1名を失い、メキシコ軍は16名が死亡し16名が負傷した。
ボウイは、必要な時に戦いに貢献するのは好きだが公式の命令に縛られるのが嫌だった。軍を辞めてから11月後半に彼は戻り、40名の騎馬隊と共に、メキシコ軍に防備された、駐屯地に食料を運ぶ列車の占拠に成功した。この戦いはグラスファイトとして知られている。

### アラモ砦
1836年1月、ボウイは30名の分遣隊と共にベハルに到着した。彼の任務は要塞の解体だったが、ボウイは知事へアラモ砦を戦の要所として保持する申請書を書いた。ボウイと彼の兵士はすでにアラモ砦にいた79名の兵士に加わり、数週間の間にウィリアム・トラヴィスと30名の兵士、デイヴィッド・クロケットと12名の兵士が加わった。アラモ砦の司令官、ジェームス・ニール (en:James C. Neill) 大佐は伝道所を去り、兵士達はボウイを司令官に選出。彼はお祝いに酒を飲み、ボウイはトラヴィスとの責務の共有に合意。
1,500名のメキシコ軍の騎馬隊は2月後半にベハルに到着し、テキサス軍に降伏を要求した。ボウイは拒否したが、2月24日にはおそらく進行していた結核のために倒れ、小さな部屋に幽閉された。メキシコ軍が攻撃した3月6日に、彼はアラモの防備兵の残りとともに死んだ。ベハルの知事、フランシスコ・ルイスは彼の遺体を確認し、サンタ・アナはボウイを検知して死亡を確認した。

## ジェームズ・ボウイに関連した作品

### 映画
- 血ぬられし欲情（ゴードン・ダグラス監督、1955年、演：アラン・ラッド）
- アラモの砦（フランク・ロイド監督、1955年、演：スターリング・ヘイドン）
- アラモ（ジョン・ウェイン監督、1960年、演：リチャード・ウィドマーク）
- アラモ（ジョン・リー・ハンコック監督、2004年、演：ジェイソン・パトリック）

## 参照
1. ↑  Goodson, Steve. “Bowie”.  TextFiles.com. 2006年9月23日時点のオリジナルよりアーカイブ。2006年12月22日閲覧。
2. ↑  Handbook of Texas, retrieved on 2006-12-26; the birthplace described corresponds to 北緯36度46分26秒 西経86度42分10秒 / 北緯36.77389度 西経86.70278度
3. ↑  Kentucky Historical Society, retrieved on 2006-12-26
4. ↑  Handbook of Texas, retrieved on 2006-12-26
5. ↑  Peatfield, Joseph Joshua; Hubert Howe Bancroft, Henry Lebbeus Oak, William Nemos (1889). History of the North Mexican States. A.L. Bancroft and Company. pp. 175